# Каліпетрово
Каліпе́трово (болг. Калипетрово) — село в Силістринській області Болгарії. Входить до складу общини Сілістра.

## Населення
За даними перепису населення 2011 року у селі проживали 4266 осіб.
Національний склад населення села:
| Національність   | Кількість осіб | Відсоток |
| ---------------- | -------------- | -------- |
| болгари          | 2776           | 76,2%    |
| турки            | 516            | 14,2%    |
| цигани           | 333            | 9,1%     |
| інша             | 10             | 0,3%     |
| не визначились   | 6              | 0,2%     |
| Всього відповіли | 3641           |          |

Розподіл населення за віком у 2011 році:
Динаміка населення: